# Blasco Ibáñez, la novela de su vida
Blasco Ibáñez, la novela de su vida es una miniserie española dirigida por Luis García Berlanga en donde se narra la vida del escritor valenciano Blasco Ibáñez desde sus comienzos literarios y políticos hasta que la fama le transporta a recorrer el mundo y disfrutar de los placeres. El rodaje de la serie comenzó el 10 de junio de 1996, aunque recibió bastantes recortes de presupuesto.

## Producción
El director dijo del escritor como un «Me interesan sus fulgurantes éxitos y multitudinarios homenajes». El proyecto fue aprobado en 1990 y desde la idea original del escritor la serie sufrió muchos recortes hasta que empezó a rodarse el 10 de junio de 1996, no se pudo rodar en Montecarlo ni tampoco en Hollywood por lo que se usaron diapositivas. Aun así, la serie contó con uno de los presupuestos más altos del momento.

## Reparto
- Ramón Langa interpreta a Blasco Ibáñez
- Ana Obregón interpreta a Elena Ortúzar Chita
- Carlos Iglesias interpreta a Joaquín Sorolla
- Emma Penella interpreta a Emilia Pardo Bazán
- Felix Granado interpreta a Rex Ingram